# Mark Peeters

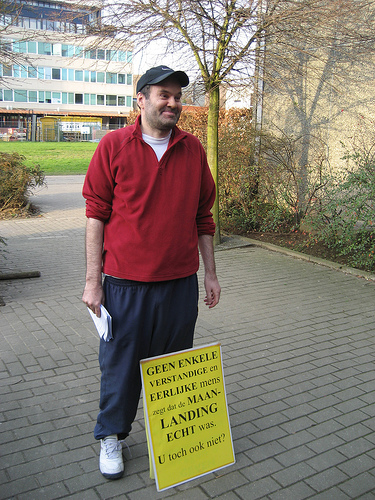
Mark Peeters met een van zijn plakkaten in Leuven

Mark Peeters (pseudoniem) is een Belg die Vlaamse studenten probeert te overtuigen dat ruimtevaart niet bestaat. Peeters beweert zich hiervoor te baseren op de wiskunde.
Hij verspreidt zijn boodschap met plakkaten en folders in studentensteden, op festivals, op universiteitscampussen of in studentenrestaurants. 
Peeters is ervan overtuigd dat ruimtevaart vervalst wordt. Maanlandingen doet hij af als fantasie. Zijn hoofdargument is dat de constante horizontale (eind)snelheid die nodig is om te ontsnappen aan de aarde (28.000 km/uur) nog nooit gehaald is. Peeters heeft een beloning van 1.000 euro uitgeloofd aan de eerste "eerlijke" persoon die een snelheid heeft gehaald van meer dan 2.800 km/u, ook al is dit maar één tiende van de snelheid die volgens Mark Peeters' redenering nodig is voor ruimtevaart.
Onder studenten staat hij bekend als Mark de Maanman en wordt er regelmatig de spot met hem gedreven.
Mark Peeters wil anoniem blijven en gebruikt de veelvoorkomende achternaam als pseudoniem.